# غوردون جونسون
غوردون جونسون (بالإنجليزية: Gordon Johnson)‏ هو عازف جاز أمريكي، ولد في 1952 في منيابولس في الولايات المتحدة.

## وصلات خارجية
- غوردون جونسون على موقع ميوزك برينز (الإنجليزية)
- غوردون جونسون على موقع ميوزك برينز (الإنجليزية)
- غوردون جونسون على موقع ديسكوغز (الإنجليزية)